# Liste der Fluggesellschaften in Palau

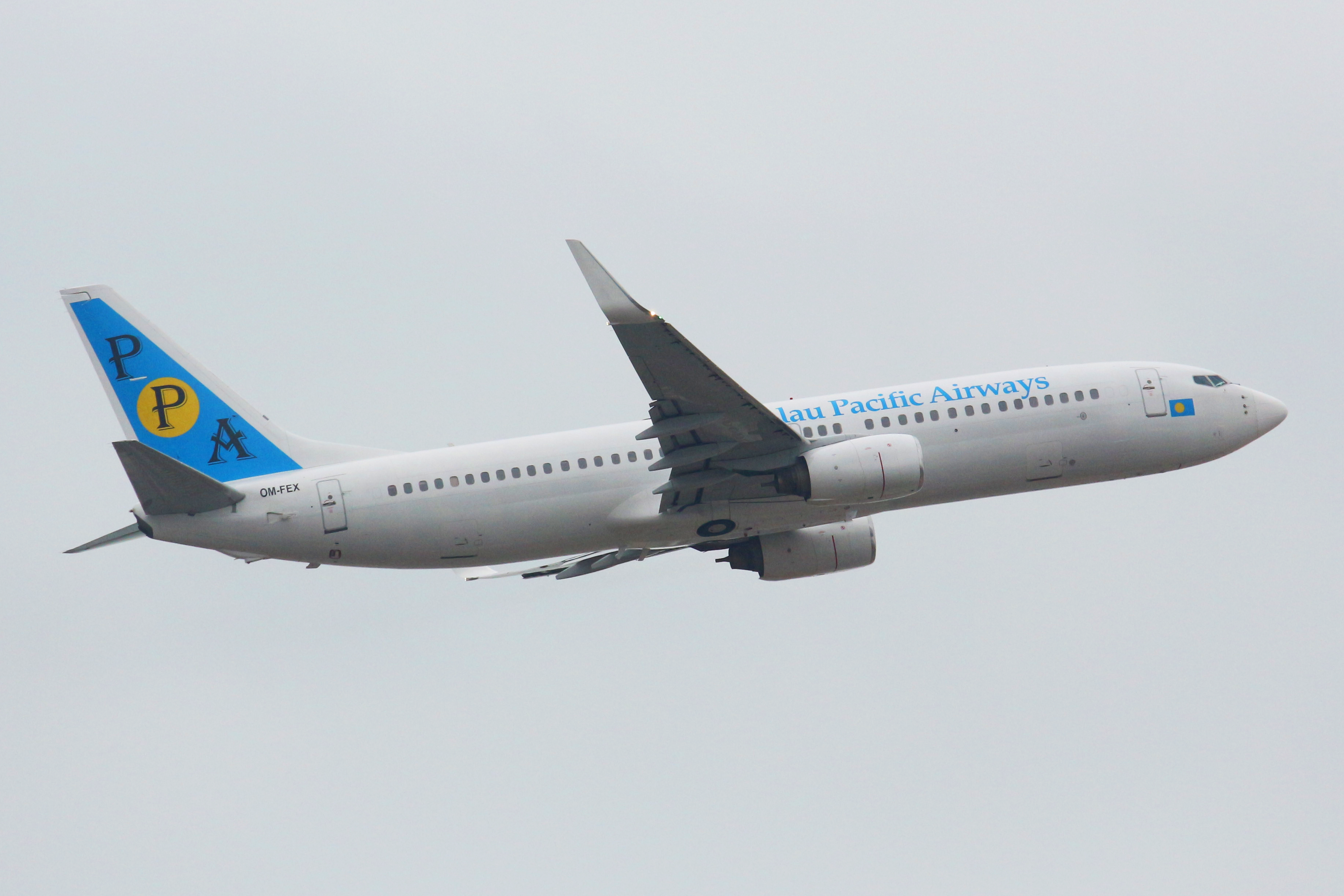
Palau Pacific Airways

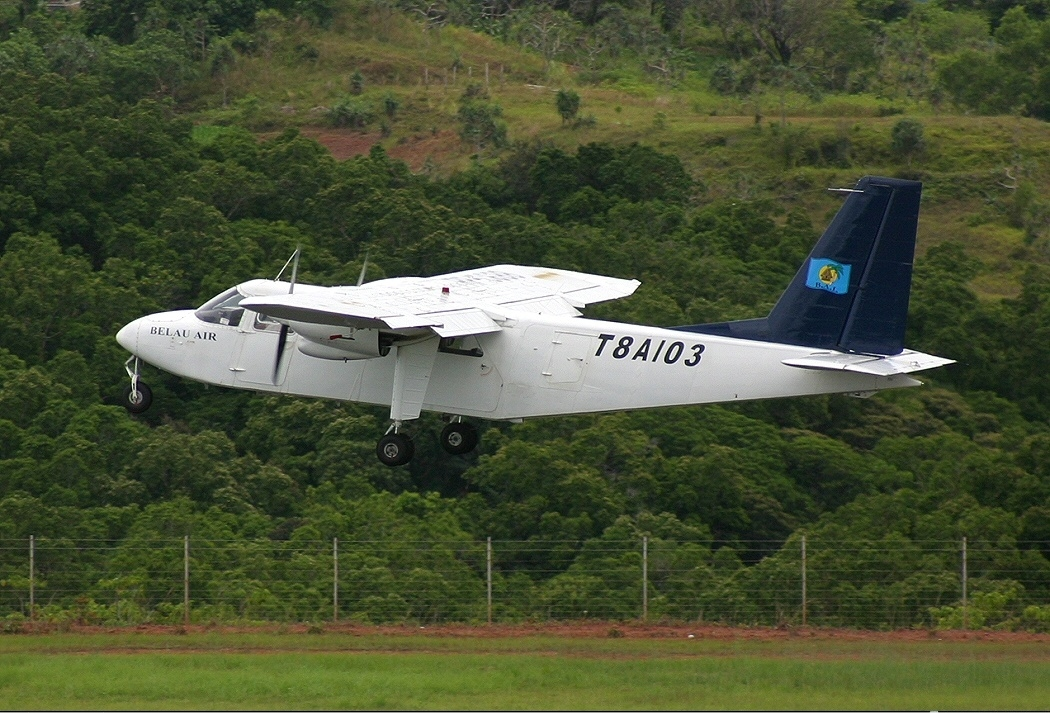
Belau Air

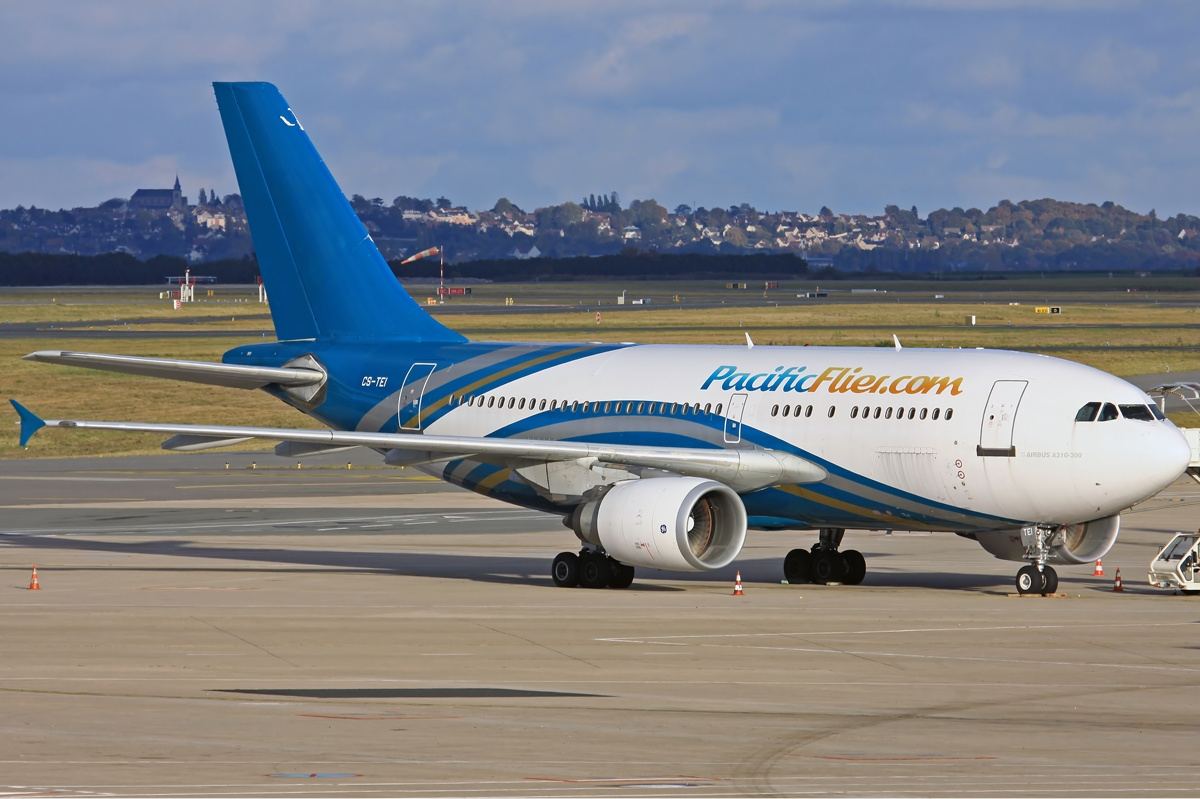
Pacific Flier

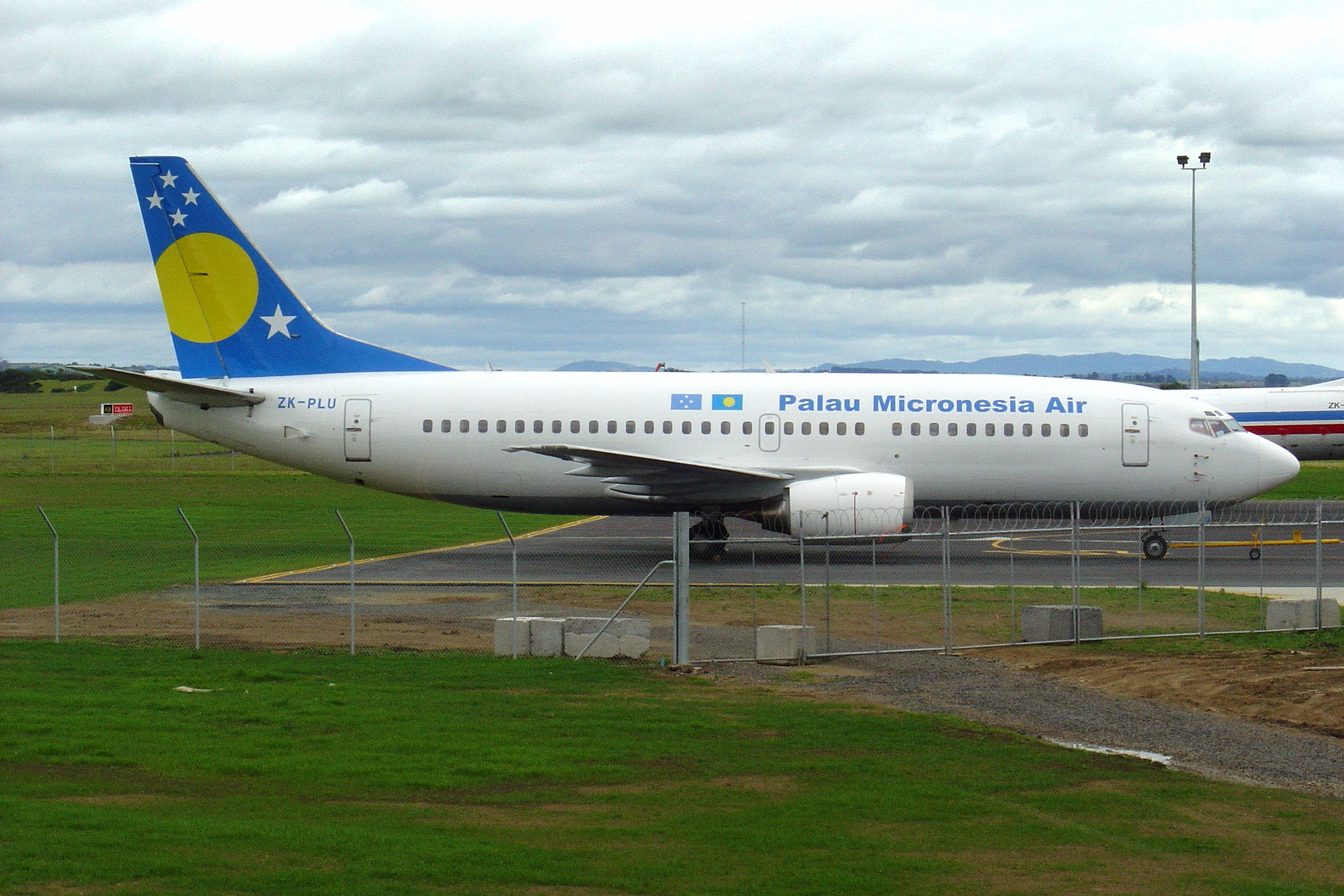
Palau Micronesia Air

Dies ist eine Liste der Fluggesellschaften in Palau, die bei der IATA oder ICAO registriert sind bzw. es waren.

## Aktuelle Fluggesellschaften
- Belau Air (seit 2000)
- Royal Belau Airways (seit 2010)

## Ehemalige Fluggesellschaften
- Pacific Flier (2009–2011)
- Palau Airways (2012–2013)
- Palau Asia Pacific Air (2005)
- Palau Micronesia Air (2003–2005)
- Palau National Airlines (2002–2004)
- Palau Pacific Airways (2014–2018)
- Palau Transpacific Airlines (2002–2006)